# Haworthia limifolia
Haworthia limifolia är en grästrädsväxtart som beskrevs av Hermann Wilhelm Rudolf Marloth. Haworthia limifolia ingår i släktet Haworthia och familjen grästrädsväxter.

## Underarter
Arten delas in i följande underarter:
- H. l. arcana
- H. l. gigantea
- H. l. glaucophylla
- H. l. limifolia
- H. l. ubomboensis

## Bildgalleri

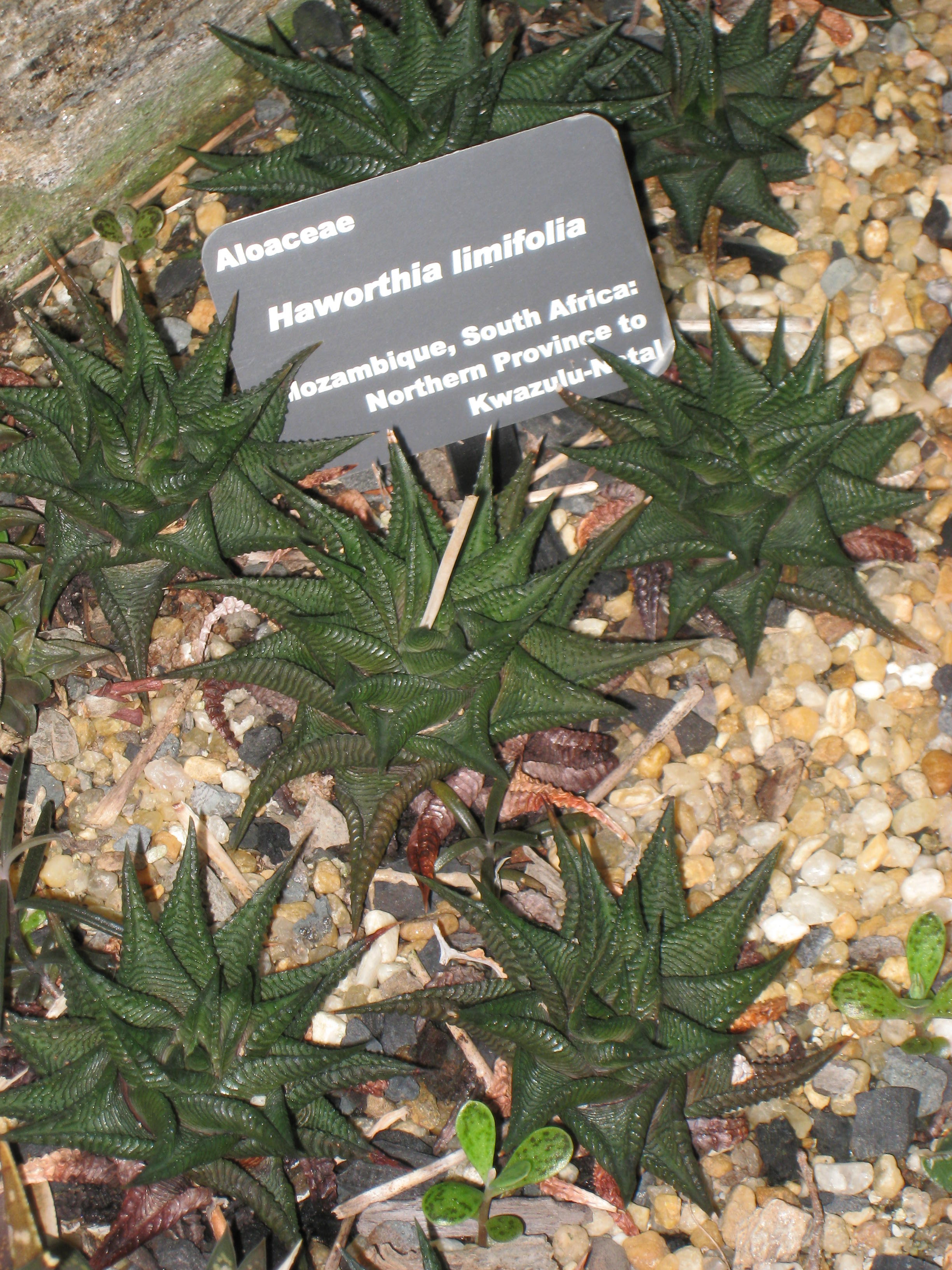
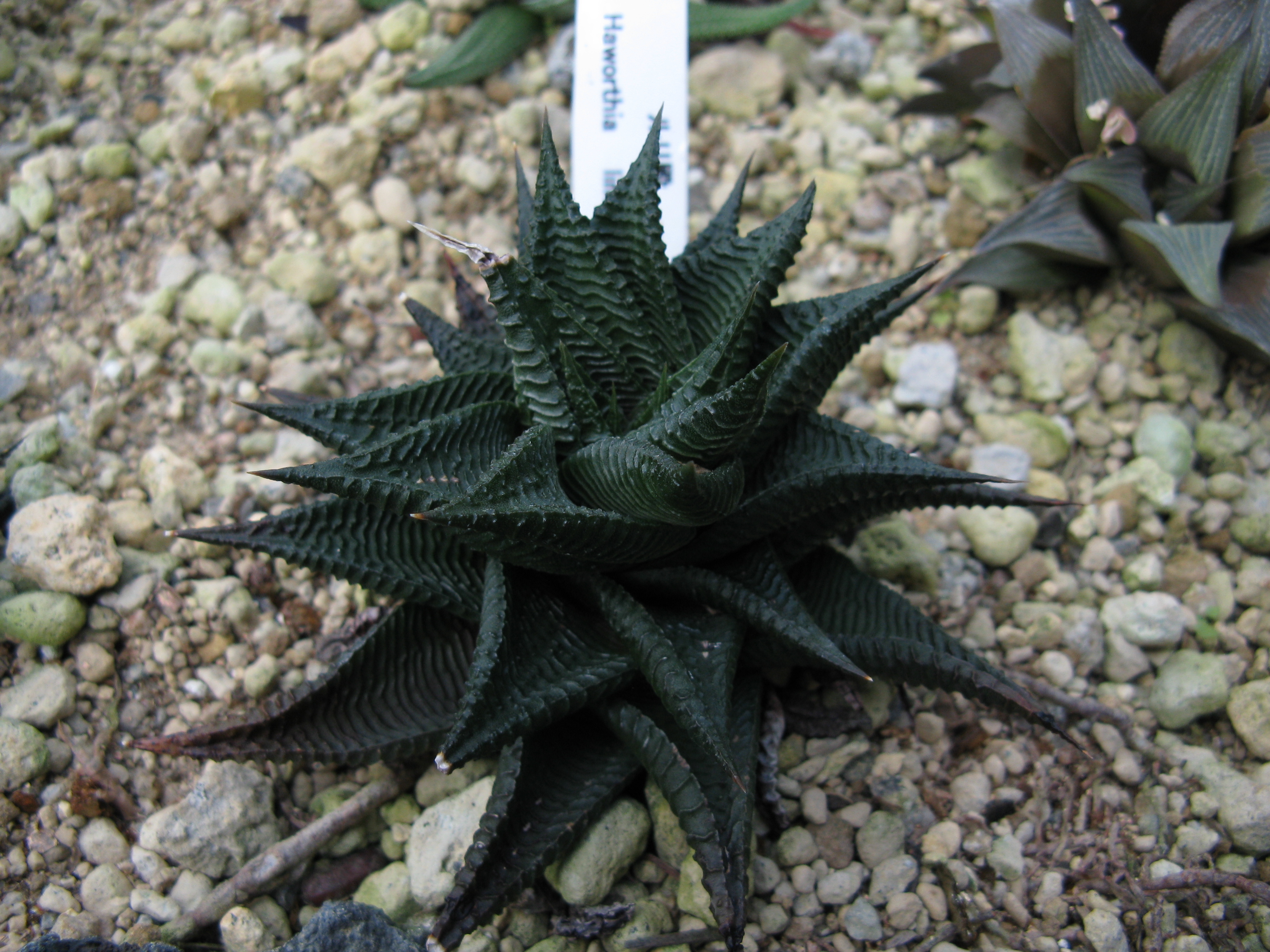